# 伊林娛樂
伊林娛樂股份有限公司（英語：EeLin Entertainment）是臺灣的中資藝能娛樂公司，負責人是蔡紹中

## 歷史

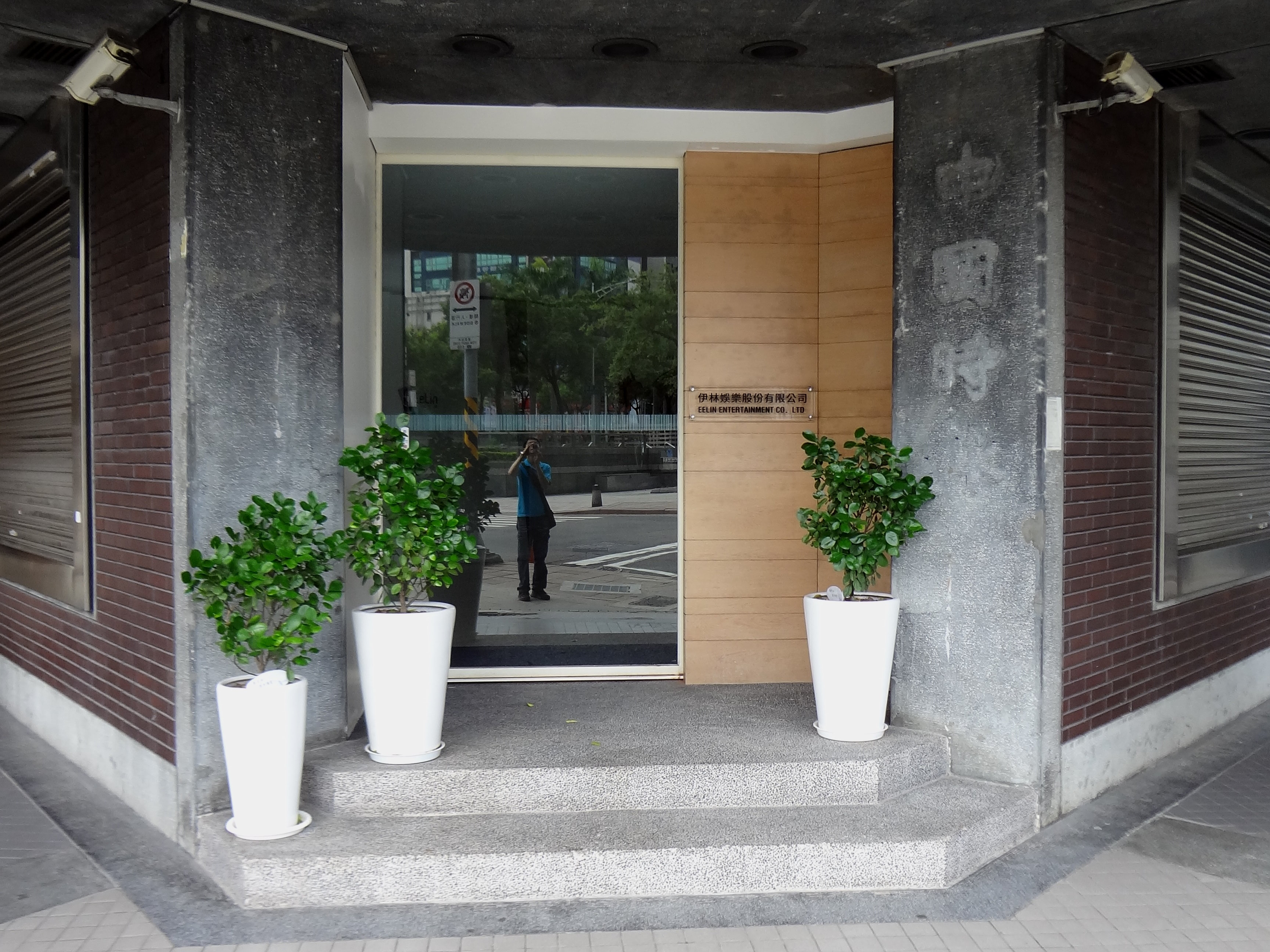
伊林娛樂總部

1997年，「西恩模特兒經紀公司」與「宏星輝模特兒經紀公司」合併為「伊林模特兒經紀公司」。2012年，伊林模特兒經紀公司加入旺旺中時媒體集團，正式更名「伊林娛樂」，在上海設分公司。
2016年12月，伊林娛樂於醒吾科技大學開設「伊林學院」，伊林娛樂時任董事總經理陳婉若兼任伊林學院院長。